# Wilma Glücklich
Wilma Glücklich (* 18. September 1952 in Oelde, Westfalen) ist eine deutsche Politikerin (CDU).
Glücklich studierte an der Technischen Universität Berlin. Danach war sie in einem privaten Planungsbüro, in der Stadt- und Bezirksverwaltung sowie beim Senator für Stadtentwicklung und Umweltschutz von Berlin, Volker Hassemer tätig. Sie war zudem Geschäftsführerin der Grün Berlin GmbH und Mitglied im Architekten- und Ingenieurverein zu Berlin, in der Deutschen Gesellschaft für Gartenkunst und Landschaftspflege e. V. und im Volksbund Naturschutz Berlin.
1974 trat Glücklich der CDU bei, wo sie Landesvorsitzende der Frauen-Union und Mitglied des Landesvorstandes Berlin wurde. Von 1994 bis 1998 war sie im Deutschen Bundestag vertreten. Sie zog über die Landesliste Berlin ins Parlament ein.